# Maria Danou
Maria Danou (griechisch Μαρία Ντάνου, * 3. März 1990 in Veria) ist eine ehemalige griechische Skilangläuferin und Biathletin.

## Werdegang
Danou trat von 2007 bis 2011 beim Skilanglauf-Balkan-Cup an. Dabei holte sie im Februar 2011 ihren einzigen Sieg und belegte 2010 den vierten Platz in der Gesamtwertung. Bei den nordischen Skiweltmeisterschaften 2009 in Liberec erreichte sie den 82. Rang im Sprint. Bei den Olympischen Winterspielen 2010 in Vancouver belegte sie den 72. Platz über 10 km Freistil. In der Saison 2016/17 kam sie im Balkan-Cup zehnmal unter die ersten Zehn, darunter Platz zwei über 5 km Freistil in Metsovo und erreichte damit den dritten Platz in der Gesamtwertung. Im März 2017 wurde sie griechische Meisterin im Sprint. Im Biathlon nahm sie 2008 an vier Rennen im Europacup teil. Dabei war der 60. Platz im Sprint ihre beste Platzierung. Danou hat sich für die Olympischen Winterspiele 2018 im südkoreanischen Pyeongchang qualifiziert. Dabei errang sie den 76. Platz über 10 km Freistil. Ihr Debüt im Weltcup hatte sie im März 2018 in Oslo, welches sie auf dem 54. Platz im 30-km-Massenstartrennen beendete. Bei den nordischen Skiweltmeisterschaften 2019 in Seefeld in Tirol lief sie auf den 79. Platz über 10 km klassisch, auf den 78. Rang im Sprint und auf den 58. Platz im Skiathlon. Ihre besten Platzierungen bei den nordischen Skiweltmeisterschaften 2021 in Oberstdorf waren der 57. Platz im Skiathlon und der 26. Rang zusammen mit Nefeli Tita im Teamsprint.
Danou nahm an den Olympischen Winterspielen 2022 in Peking an vier Wettkämpfen teil. Außerdem war sie Fahnenträgerin Griechenlands bei der Eröffnungsfeier zusammen mit Apostolos Angelis.

## Teilnahmen an Weltmeisterschaften und Olympischen Winterspielen

### Olympische Spiele
- 2010 Vancouver: 72. Platz 10 km Freistil
- 2018 Pyeongchang: 76. Platz 10 km Freistil
- 2022 Peking: 23. Platz Teamsprint klassisch, 61. Platz 30 km Freistil Massenstart, 87. Platz 10 km klassisch, 88. Platz Sprint Freistil

### Nordische Skiweltmeisterschaften
- 2009 Liberec: 82. Platz Sprint Freistil
- 2017 Lahti: 75. Platz 10 km klassisch
- 2019 Seefeld in Tirol: 58. Platz 15 km Skiathlon, 78. Platz Sprint Freistil, 79. Platz 10 km klassisch
- 2021 Oberstdorf: 26. Platz Teamsprint Freistil, 57. Platz 15 km Skiathlon, 80. Platz 10 km Freistil, 84. Platz Sprint klassisch

## Siege bei Continental-Cup-Rennen
| Nr. | Datum           | Ort     | Disziplin       | Serie      |
| --- | --------------- | ------- | --------------- | ---------- |
| 1.  | 4. Februar 2011 | Metsovo | Sprint Freistil | Balkan-Cup |
| 2.  | 3. Februar 2018 | Naoussa | 5 km Freistil   | Balkan-Cup |